# داعش
دولت اسلامی (IS), معروف به دولت اسلامی عراق و شام (ISIL) یا دولت اسلامی عراق و سوریه (ISIS), با نام اختصاری داعش (Daesh), یک گروه ستیزه‌جوی تروریستی اسلام‌گرا و فراملی و همچنین شبه‌دولت به رسمیت شناخته نشده سابق است که از شاخه جهادگرایی سلفی اسلام سنی پیروی می‌کند.
این گروه از ژوئیهٔ ۲۰۱۴، ادعای خلافت جهانی کرد و خود را حکومت اسلامی (به عربی: الدولة الاسلامیة) نامید. همچنین زمانی بخش‌های بزرگی از شمال عراق و شرق سوریه را با جمعیت‌های ۲٫۸ و ۸ میلیون نفر و بخش‌های کوچکی را در لیبی، نیجریه و افغانستان به تصرف خود درآورده بود.
این گروه به رهبری ابوبکر البغدادی از مجاهدین سلفی جداشده از شبکهٔ القاعده، تأسیس و با دولت‌های عراق، سوریه و دیگر گروه‌های شورشی مخالف دولت سوریه، وارد جنگ شده است. داعش یکی از تندروترین گروه‌های اسلام‌گرا در خاورمیانه بود. این گروه، علاوه بر عراق و سوریه، بخش‌هایی از لیبی و نیجریه را نیز در کنترل خود درآورد. گروه‌های هم‌پیمان داعش در نقاط دیگر دنیا مثل افغانستان و جنوب شرق آسیا نیز فعال هستند.
ریشهٔ داعش به جماعت توحید و جهاد می‌رسد که در سال ۱۹۹۹ به رهبری ابومصعب الزرقاوی تأسیس شد و در سال ۲۰۰۴ به شبکهٔ القاعده پیوست و پس از آن به القاعده عراق معروف شد. این گروه که وارد جنگ با دولت عراق و نیروهای آمریکایی مستقر در عراق شده بود در سال ۲۰۰۶ با چندین گروه اسلام‌گرای دیگر ائتلاف کرد و «مجلس شورای مجاهدین» را تشکیل داد که یک قدرت مهم در استان انبار (وسیع‌ترین استان عراق)، محسوب می‌شد. در ۱۳ اکتبر همان سال، مجلس شورای مجاهدین به همراه چند گروه شورشیِ دیگر «حکومت اسلامی عراق» را تشکیل داد. ابوایوب المصری و ابوعمر بغدادی دو رهبر اصلی حکومت اسلامی عراق بودند که در ۱۸ آوریل ۲۰۱۰ در عملیات ارتش آمریکا کشته شدند و ابوبکر بغدادی جایگزین آن‌ها شد.
با آغاز جنگ داخلی سوریه نیروهای حکومت اسلامی وارد سوریه نیز شدند و در ۸ آوریل ۲۰۱۳ نام «حکومت اسلامی عراق و شام» را بر خود نهادند و از آن پس با نام مخفف داعش معروف شدند. آن‌ها به سرعت، بخش‌هایی از شمال شرقی سوریه را تصرف کردند و شهر رقه را به عنوان پایتخت خود انتخاب کردند. سپس هم‌زمان با اقدام نظامی در سوریه به عراق حمله کردند و موفق شدند رمادی و فلوجه مهم‌ترین شهرهای استان انبار در عراق را به قلمرو خود اضافه کنند. در ژوئن ۲۰۱۴ مهم‌ترین موفقیت داعش با تصرف موصل ـ دومین شهر بزرگ عراق ـ به دست آمد. گروه در ماه‌های بعد نیز پیشروی‌های زیادی داشت و تا خرداد ۱۳۹۴ حدود نیمی از خاک سوریه و بخش‌های شمال غربی عراق را در تصرف خود درآورد. داعش در این دوره بخش‌هایی از متصرفات خود را نیز از دست داد و از جمله شهر مهم تکریت را در فروردین ۱۳۹۴ به ارتش عراق و نیروی شبه‌نظامی حشد شعبی که برای جنگ با این گروه تشکیل شده بود، واگذار کرد بین سالهای ۲۰۱۴ و ۲۰۱۷ میلادی مناطق یکی پس از دیگری از داعش پس گرفته شد داعش در سال ۲۰۱۵ کنترل شهرهای سنجار و رمادی را از دست داد. ژوئیه ۲۰۱۷ میلادی موصل آزاد شد و دسامبر همان سال بغداد پیروزی بر داعش را اعلام کرد. اکتبر سال ۲۰۱۷ نیروهای دموکراتیک سوریه داعش را از رقه بیرون راندند.
این گروه پس از گسترش متصرفات خود در ۲۹ ژوئن ۲۰۱۴ اعلام کرد که از این پس نام آن «دولت اسلامی» است و یک خلافت جهانی را تشکیل داده و ابوبکر بغدادی رهبر گروه را نیز به عنوان خلیفه معرفی کرد و فعالیت‌های حکومتی خود را گسترش داد (از جملهٔ این اقدام‌ها چاپ اسکناس با واحد دینار داعش و گذرنامه، درست کردن پلیس، صدور نفت، راه‌اندازی شبکهٔ تلویزیون، برگزاری گشت‌های گردشگری بود). هرچند ریشه داعش به گروه‌های مرتبط با شبکه القاعده می‌رسید اما با جبههٔ نصرت شاخه رسمی القاعده در سوریه وارد جنگ شد و القاعده بارها نسبت داعش به خود را رد کرد. شکاف بین القاعده و داعش به سال ۲۰۱۳ میلادی برمی‌گردد. ایمن الظواهری در این سال بعد از اینکه گروه داعش به بدرفتاری با شهروندان سوری و شورشیان رقیب متهم شد از این گروه خواست، فعالیت‌های خود را روشن سازد. ایمن الظواهری در گفتگویی اتهام‌ها در مورد این که بشار اسد، رئیس‌جمهور سوریه ممکن است برای ایجاد آشوب به داخل گروه‌های جهادی نفوذ کرده باشد را رد کرد و گفت: «اگر من دستور دادم با برادران مجاهدت بجنگ، از من اطاعت نکن. اگر من دستور دادم که خود را میان برادران مجاهدت منفجر کن از من پیروی نکن.»

## نام

### نام‌های تاریخی
داعش از زمان تأسیسش در سال ۱۹۹۹ توسط فردی اردنی به نام ابومصعب الزرقاوی به عنوان جماعت توحید و جهاد نام‌های گوناگونی داشته است. وقتی الزرقاوی در سال ۲۰۰۴، با اسامه بن لادن بیعت کرد، نام گروه را بار دیگر به سازمان قاعده الجهاد فی بلاد الرافدین که بیشتر با نام القاعده در عراق شناخته می‌شد، عوض کرد. گرچه این گروه هرگز خود را القاعده در عراق نخواند، این نام سال‌ها به عنوان نام غیررسمی آن بر جای ماند.

### نام کنونی
در آوریل ۲۰۱۳، این گروه که به سوریه گسترش یافته بود، نام الدوله الاسلامیه فی العراق و الشام را اختیار کرد؛ که در آن منظور از شام، شامات یا سوریه بزرگ است.
نام مخفف داعش به گستردگی از سوی مخالفان عرب زبان این گروه به کار می‌رود، با این حال تا حدی به این دلیل که شبیه واژه عربی دائس و داهش است که معانی منفی دارند، تحقیرآمیز است. بدین دلیل، داعش در نواحی تحت کنترل خود استفاده از واژه مخفف، یعنی داعش را مستوجب مجازات با شلاق یا بریدن زبان می‌دانست.

## ایدئولوژی
داعش در واقع ادامه تشکیلاتی یک گروه از سلفی‌های جهادی در عراق به رهبری ابومصعب زرقاوی بود. زرقاوی جزو القاعده بود و در سال ۲۰۰۶ در عراق کشته شد. او در اعلامیه‌های خود همواره به فتواهای ابن تیمیه استناد می‌کرد. ابوبکر بغدادی نیز خود را پیرو ابن تیمیه می‌دانست. ابن تیمیه پدر معنوی همه گروهای جهادی است. او با مرجعیت عقل به کلی مخالف بود مگر اینکه در راستای تأیید نقل و احادیث باشد. او هرگونه تعامل با کفار و مشرکان را حرام می‌دانست. او همچنین تفکرات اسلامی شیعیان را مردود و آن‌ها را کافر می‌دانست. گروه‌های جهادی، برپایی حکومت دینی و اجرای شریعت اسلامی را وظیفه شرعی خود می‌دانند.
داعش به‌خاطر تفسیر و قرائت وهابیت از اسلام و خشونت‌گرایی ضد شیعیان و مسیحیان معروف بود و به همین دلایل با دیگر گروه‌های اسلام‌گرای سلفی ازجمله جبهه النصره شاخه رسمی القاعده در سوریه نیز درگیر جنگ شد. اولین بار در فوریه ۲۰۱۴ بود که ایمن الظواهری، رهبر القاعده به‌طور رسمی هر گونه انتساب این گروه به القاعده را رد کرد.
داعش در شهرهای تحت سلطه خود از جمله رقه سوریه، قوانین سخت را اجرا می‌کرد. دستان دزدها در ملاء عام قطع می‌شد، هر روز اعدام‌های گروهی در خیابان رخ می‌داد و زن‌ها حتی اجازهٔ مراجعه به پزشک نداشتند. داعش در سوریه بلافاصله دفاتری با عنوان «حسبه» راه‌اندازی کرد تا بر اجرای شریعت اسلام نظارت کنند. دفاتر دیگری هم با نام «دعوا» راه‌اندازی شد تا ایدئولوژی داعش را تبیین و تبلیغ کند. نیروهای این گروه، عکسی را در شبکه‌های اجتماعی منتشر کردند که نشان می‌داد داعش افرادی را که در مناطق تحت کنترل آن‌ها در سوریه روزه‌خواری کردند، در ملاء عام شلاق زدند. این گروه، هرگونه تجارت ساکنان شهرهای تحت کنترل خود بدون اجازه و کنترل داعش را ممنوع اعلام کرد. در راستای مقرراتی که این گروه برای نحوهٔ حجاب اسلامی و لباس زنان وضع کرد، زنان موصل را تهدید کرد در صورت عدم رعایت حجاب کامل و نپوشاندن تمام صورت خود، به شدت مجازات خواهند شد. داعش در بیانیه‌ای اعلام کرد، شروطی که برای لباس و زینت زنان وضع کرده، تنها برای جلوگیری از فساد و خودنمائی آنان است، و این محدودیت برای آزادی آن‌ها محسوب نمی‌شود، بلکه از ابتذال ممانعت می‌کند. در این بیانیه همچنین آمده است هر کس این مقررات را رعایت نکند و باعث فتنه و فساد شود، بازخواست و به شدت مجازات می‌شود تا جامعه مسلمانان و دین حفظ شود.

## جغرافیای حضور داعش

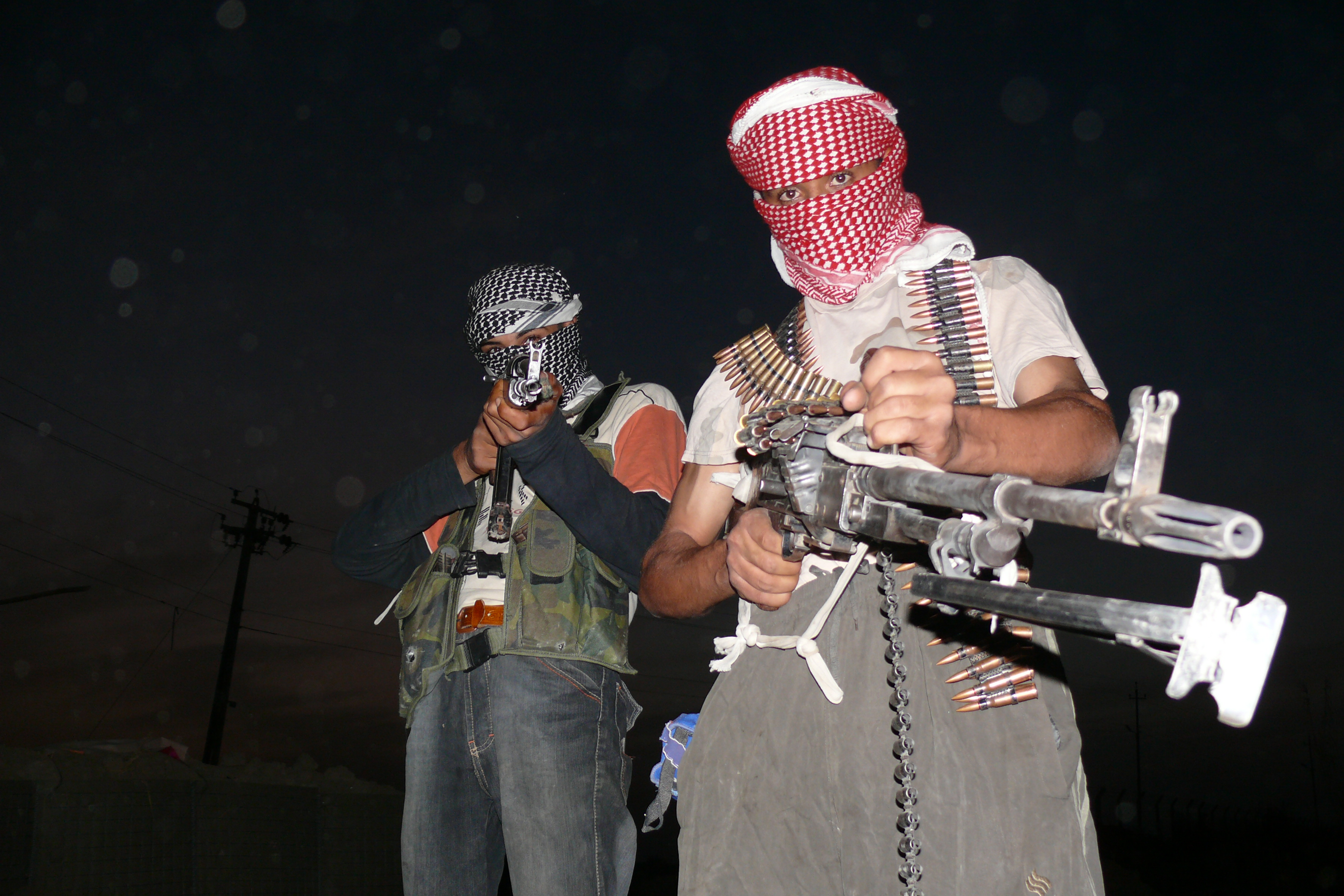
دو شورشی عراقی در سال ۲۰۰۶.

## نیروی نظامی

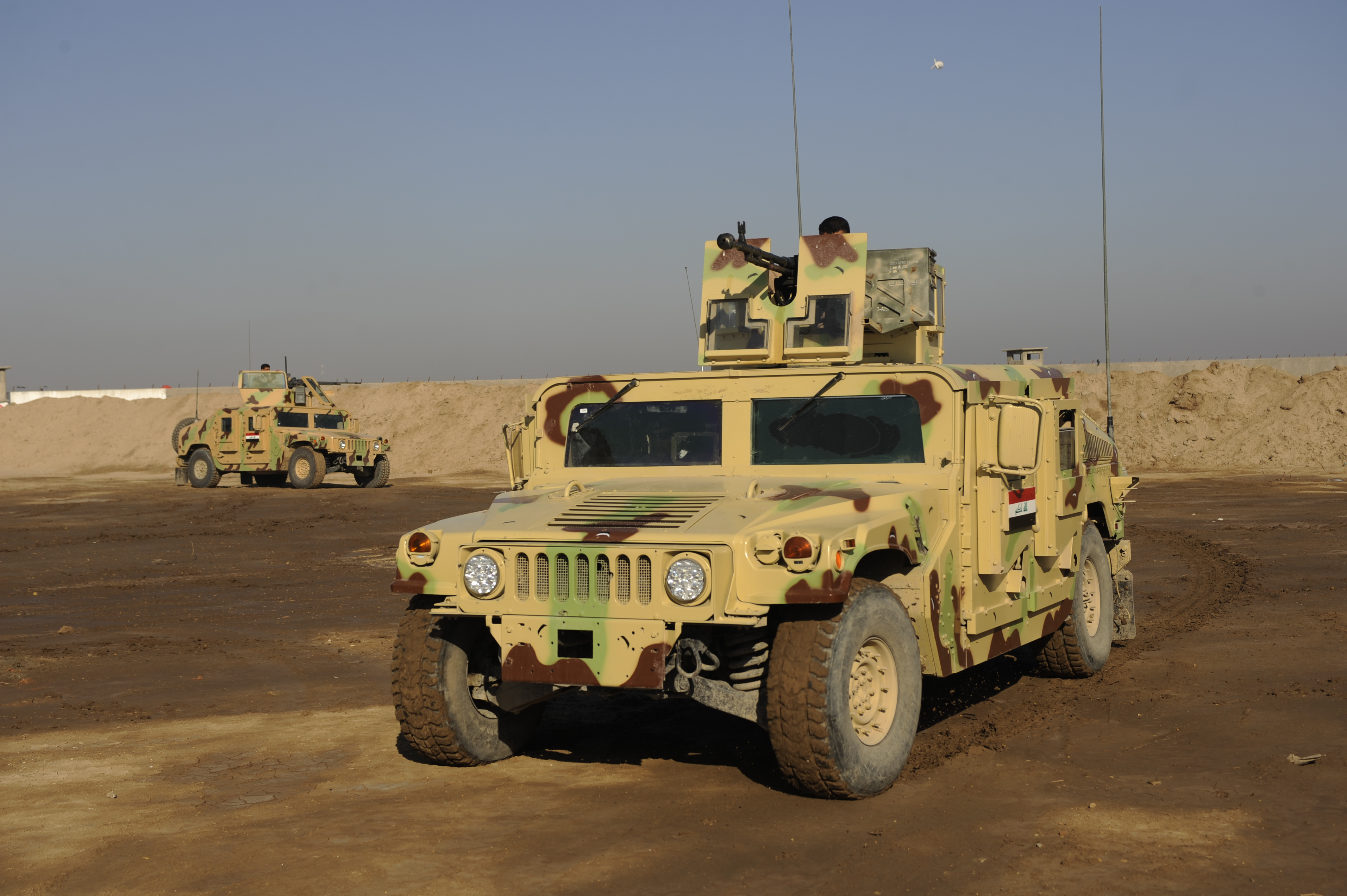
خودروهای هاموی ارتش عراق

#### دیگر کشورهای مخالف داعش غیر عضو در ائتلاف جهانی مقابله با داعش

نقشه همه مخالفان داعش
ایالات‌متحده و نیروی عملیاتی مشترک
روسیه و دیگر مخالفان دولتی داعش
مناطقی که داعش در اواخر سال ۲۰۱۵ تصرف کرده بود.

#### نیروهای پیش‌مرگ

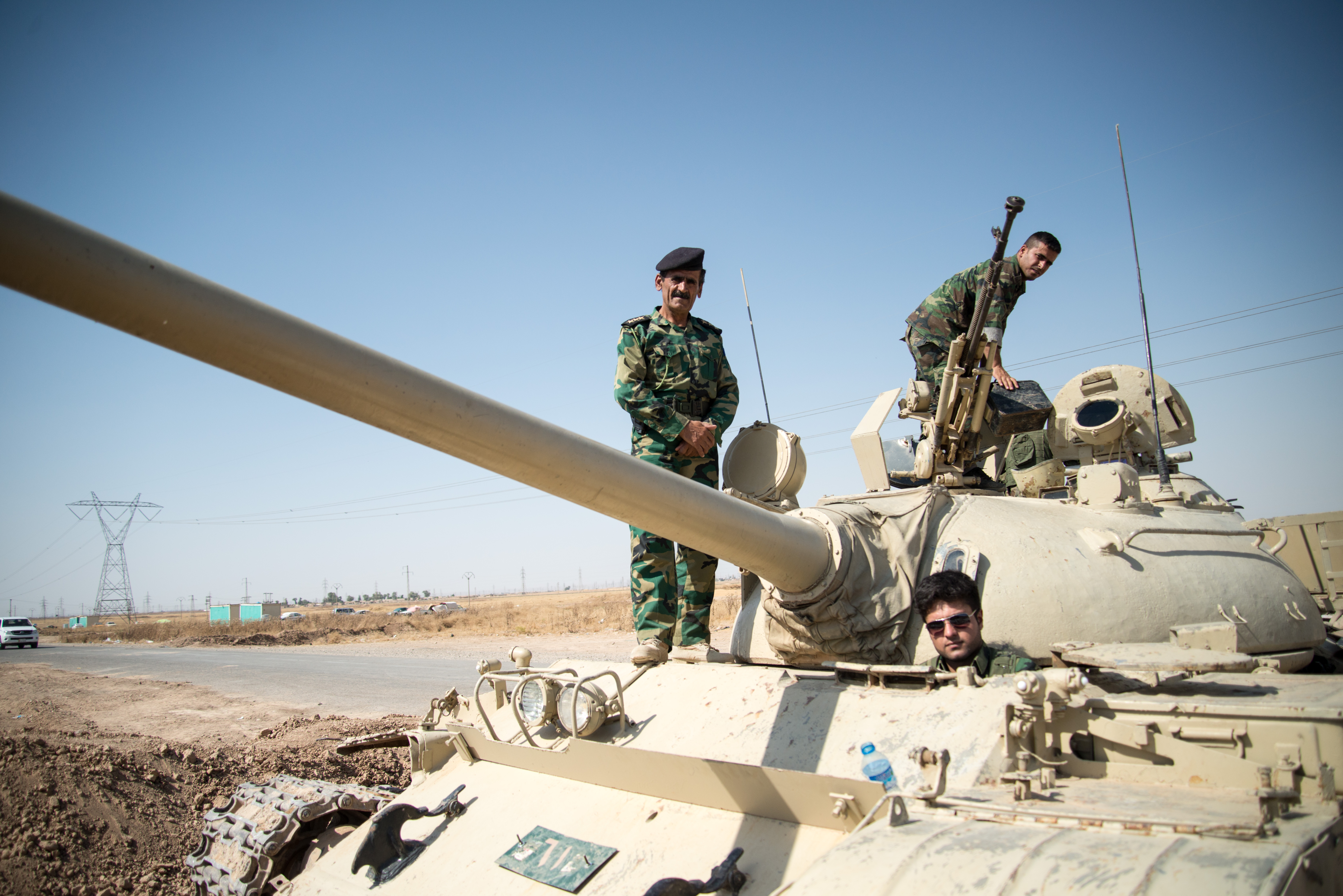
نیروهای پیشمرگ در خارج از کرکوک با تانک تی ۵۵